# Monica Bandini
Monica Bandini (ur. 16 listopada 1964 w Faenzy, zm. 19 kwietnia 2021 w Forlì) – włoska kolarka szosowa, trzykrotna medalistka mistrzostw świata.

## Kariera
Pierwszy sukces w karierze osiągnęła w 1987, kiedy wspólnie z Francescą Galli, Imeldą Chiappą i Robertą Bonanomi zdobyła brązowy medal w drużynowej jeździe na czas podczas mistrzostw świata w Villach. W tej samej konkurencji Włoszki z Marią Canins zamiast Chiappy w składzie zdobyły złoty medal na mistrzostwach świata w Ronse w 1988 oraz srebrny na rozgrywanych rok później mistrzostwach w Chambéry. Ponadto w 1988 zwyciężyła w klasyfikacji generalnej Giro del Trentino Alto Adige – Südtirol. Nigdy nie wzięła udziału w igrzyskach olimpijskich.